# Anne-Louis-Henri de La Fare
Anne Louis Henri de La Fare (nacido el 8 de septiembre de 1752 en Bessay y fallecido el 11 de diciembre de 1829 en París) fue un prelado y estadista francés. Obispo de Nancy, fue elegido diputado del clero en los Estados Generales de 1789, y luego emigró. Bajo la Restauración, se convirtió en arzobispo de Sens, par de Francia,  cardenal.

## Diputado del clero a los Estados Generales de 1789
Obispo de Nancy, fue elegido diputado del clero por el bailliage de Nancy y se sentó en los Estados Generales de 1789, a pesar de los sacerdotes de Lorena, tentados por el richerismo de Edmond Richer. El Abbé Grégoire le debe por haber sido elegido en la misma bailía. Mgr de La Fare, designado por Luis XVI, pronunció el sermón en la misa de apertura, generalmente confundido por los historiadores con un texto apócrifo anónimo distribuido al final de la celebración, y que parece emanar de Talleyrand, celoso de haber sido privado de este honor, gracias al dispensario de Mirabeau (Duquesnoy , II, 134 ). El texto del sermón sólo se publicó bajo la Restauración después de serias enmiendas. También es el iniciador del proyecto declaración de los derechos del hombre de la 6 ° Mesa de la Asamblea, que sirvió como una base de discusión para la elaboración de la declaración de 1789. Los diputados en el último momento sustituyeron al Ser Supremo, bien común de los deístas y cristianos, por el proyecto del Supremo Legislador del Oficio de la 6 °, en alusión al Dios revelado que da su Ley en el Sinaí , mientras que Jesús promulgará la Nueva Ley durante el “sermón de la montaña”. Por lo tanto, el término “legislador supremo” está lejos de ser trivial.
Moderado en un principio, después de haberse adherido al proyecto monárquico, llegó a rechazar la mayoría de las reformas exigidas por gran parte de la Asamblea Constituyente de 1789, y se mostró como un decidido opositor de la Asamblea Civil Constitución del Clero.
En este año 1789, publica una obra titulada "Consideraciones políticas sobre los bienes temporales del clero", en la parte superior de la cual coloca en relieve una frase de Mirabeau: 

la invención de reprimir y destruir es lo opuesto absoluto al arte de gobernar

.